# Desmolaimus bibulbosus
Desmolaimus bibulbosus är en rundmaskart som beskrevs av Allgen 1959. Desmolaimus bibulbosus ingår i släktet Desmolaimus och familjen Linhomoeidae. Inga underarter finns listade i Catalogue of Life.